# Neotherina consequens
Neotherina consequens là một loài bướm đêm trong họ Geometridae.